# Келман, Джеймс
Джеймс Келман (англ. James Kelman; родился 9 июня 1946 года в Глазго) — шотландский писатель. Автор романов, рассказов, спектаклей и политических эссе. Его роман «Недовольство» («A Disaffection») попал в шортлист Букеровской премии и выиграл премию имени Джеймса Тэйта Блэка в 1989 году. В 1994 году Келман выиграл Букеровскую премию с книгой «До чего ж оно всё запоздало» («How late it was, how late»). После оглашения результатов одна из судей премии баронесса Нойбергер публично назвала книгу Келмана «позором». А известный консервативный колумнист Таймс (The Times) Саймон Дженкинс охарактеризовал эту награду как «литературный вандализм». Келман говорит, что этой премией он «выиграл» множество негативных публикаций и нападок на своё произведение, что оттолкнуло потенциальных издателей от его книги. В 1998 году Келману была вручена награда Дух Шотландии. В 2008 году за книгу «Мальчик Кирон Смит» («Kieron Smith, boy») Келман получает престижную награду Шотландская книга года.

## Жизнь и Творчество
Келман говорит:

«Место моего происхождения такое же нормальное или ненормальное, как и у всех других. Родился и был воспитан в районах Гован и Драмчапел, внутреннем городе, родине многоквартирных домов, дальнем уголке города Глазго. Четверо братьев, мать — полновесный родитель, отец пытается вести мелкий бизнес, и я бросаю школу в 15 и т. д. и т. д. (…) По одной или другой причине к 21-22 годам я решаю начать писать истории. Эти истории я хочу черпать из своего собственного окружения, из своего социально-культурного опыта. Я хочу писать, как один из своих людей, я хочу писать и при этом оставаться членом своего общества.»
В начале своей писательской карьеры Келман работал водителем автобуса в родном районе Гован. В 70-х он публикует свой первый сборник рассказов. Келман становится участником группы писателей Филипа Хопсбаума в Глазго, наряду с Томом Леонардом, Аласдером Грэем и Лиз Локхэд. Сборник его рассказов начинает появляться в магазинах. Эти рассказы представлены в характерном стиле внутренних монологов от первого лица, с сохранением своеобразного сленга рабочих кругов и выходцев из Ирландии города Глазго. Этот развивающийся стиль Келмана оказал большое влияние на следующее поколение шотландских писателей, таких как: Ирвин Уэлш, Джанис Галлоуэй, Алан Уорнер. В 1998 году Келман получает награду «Шотландский Писатель Года» за сборник рассказов «Хорошие времена» («Good Times»). В 2001 году выходит роман Келмана «Перевод показаний» («Translated Accounts»), над которым он работал 7 лет.

В 1991 Келман пишет сценарий для телевизионного проекта «Возвращение» («The Return»). Также он является автором для множества радио и театральных постановок. Три семестра Келман преподаёт в Университете Техаса (1998,1999 и 2001), также он работал в университетах Глазго и Лондона. Сейчас Джеймс Келман живёт со своей женой и двумя дочерьми в Глазго.

### Сборники рассказов
- «Старый паб рядом с Ангелом» («An Old Pub Near The Angel») (1973)
- «Не не тогда Гиро» («Not Not While The Giro») (1983)
- «Худые сказки» или «Тощие сказки» («Lean Tales») (1985) (совместно с Аласдейром Грэем и Агнес Оуенс)
- «Борзая на завтрак» («Greyhound For Breakfast») (1987) (победитель Литературной премии Челтнем)
- «Ожог» («The Burn») (1991)
- «Попавшийся шотландец» («Busted Scotch») (1997)
- «Хорошие времена» («The Good Times») (1998)
- «Если это твоя жизнь» («If It Is Your Life») (2010)

### Романы
- «Автобусный кондуктор Хайнс» (The Busconductor Hines) (1984)
- «Рисковый игрок» (A Chancer) (1985)
- Недовольство[англ.] (A Disaffection) (1989) (премия имени Джеймса Тейта Блэка)
- «До чего ж оно всё запоздало» (How late it was, how late) (1994) (Букеровская премия)
- «Перевод показаний» (Translated Accounts) (2001)
- «Тебе нужно быть осторожным в землях свободы» (You Have To Be Careful In The Land Of The Free) (2004)
- «Мальчик Кирон Смит» (Kieron Smith, boy) (2008) (Книга Года в Шотландии)
- «Мо сказал, что она была странной» (Mo Said She Was Quirky) (2012)
- «Грунтовая дорога» (Dirt Road) (2016)
- «Зубы Бога и другие явления" (God's Teeth and Other Phenomena) (2022)

### Эссе
- «Культурные и Политические Эссе» («Essays Cultural & Political») (1992)
- «И судьи сказали» («And The Judges Said») (2002)

## Публикации на русском языке
- "До чего ж оно всё запоздало" ("How Late It Was, How Late") / перевод: Сергей Ильин. — М.: Эксмо, 2003. — ISBN 5-699-02668-1.
- "Перевод показаний" ("Translated Accouns") / перевод: Сергей Ильин. — М.: Эксмо, 2003. — ISBN 5-699-03676-8.